# Chester Marcol
Czesław Bolesław „Chester“ Marcol (* 24. Oktober 1949 in Opole, Polen) ist ein ehemaliger polnischer American-Football-Spieler auf der Position des Kickers. In seiner Karriere spielte er acht Jahre für die Green Bay Packers in der NFL. 1987 wurde er in die Green Bay Packers Hall of Fame aufgenommen.

## Frühe Jahre
Marcol lebte bis zu seinem 14. Lebensjahr in Polen. Als sein Vater Selbstmord beging wanderte er mit seiner Familie in die USA aus. Er ging auf das Hillsdale College in Michigan. Bereits in Polen spielte er gerne Fußball. Sein Sportlehrer erkannte sein Talent und zeigte ihm die Sportart American Football. Auf dem Hillsdale College hält er bis heute den Rekord des weitesten Field Goals.

## NFL
Marcol wurde im NFL-Draft 1972 von den Green Bay Packers in der zweiten Runde als 34. Spieler ausgewählt. In seinem ersten Jahr erzielte er insgesamt 128 Punkte für die Packers (Ligabestwert) und wurde zum NFC Rookie of the Year ernannt.
Er ist vielen Fans immer noch gut bekannt für seinen spielentscheidenden Touchdown im Spiel gegen die Chicago Bears am 7. September 1980. Bei einem Stand von 6-6 in der Overtime sollte Marcol ein Field Goal aus 34 Yards Entfernung schießen. Sein Schussversuch wurde jedoch von einem Verteidiger der Bears geblockt. Nach diesem Block fiel ihm der Spielball direkt in die Arme, und Marcol rannte in die Endzone. Er ist damit einer von bisher nur vier Kickern in der NFL, die einen Touchdown erlaufen konnten. Die Packers gewannen am Ende mit 12-6. Später sagte er, dass er in diesem Spiel seit der Halbzeitpause unter Kokaineinfluss stand.
Am. 8. Oktober 1980 wurde er entlassen. Er unterschrieb einen Vertrag bei den Houston Oilers, welche dringend einen Kicker für das Auswärtsspiel gegen die Green Bay Packers benötigten, da es deren Kicker Toni Fritsch nicht möglich war, zu spielen. Im Spiel gegen seinen Ex-Club verwandelte er ein Field Goal und nur einen von drei Extrapunkt-Versuchen. Trotzdem gewannen die Oilers mit 22-3. Es war das letzte Spiel in seiner Karriere, obwohl er noch bis zum Saisonende im Kader der Oilers blieb.

## Nach der Karriere
Am 14. Februar 1986 unternahm Marcol einen Selbstmordversuch, indem er ein Gemisch aus Rattengift, Batteriesäure und Wodka trank. Er lebt mit seiner Frau und seinen drei Kindern in einem gemeindefreien Gebiet in Michigan auf der Halbinsel Upper Peninsula. An Wochenenden arbeitet er als Drogen- und Alkoholberater. Marcol leidet an Hepatitis C.
Im September 2011 veröffentlichte er ein Buch mit dem Titel: Alive and Kicking: My Journey Through Football, Addiction and Life.